# Ercole Zani
Pour les articles homonymes, voir Zani.
Ercole Zani (né à Bologne en 1634 et mort dans la même ville le 1er juillet 1684) est un voyageur et écrivain italien.

## Biographie
Ercole Zani était né à Bologne, où il avait fait de bonnes études. Ayant formé le projet de parcourir l’Europe, il partit en 1669. Étant à Varsovie en 1671, il suivit l’ambassade polonaise qui fut envoyée à Moscou. Il y admira la magnificence de la cour et fut choqué de trouver partout l’ignorance la plus profonde et une aversion extrême pour l’étude. Il y avait cependant en Moscovie des Italiens appelés à grands frais pour établir des verreries. Zani, de retour dans sa patrie, y mourut le 1er juillet 1684. II avait communiqué ses observations sur la Moscovie à son frère, qui les fit imprimer sous ce titre : Relazione e viaggio della Moscovia, Bologne, 1690, in-12. Ce volume, devenu rare, est fort recherché en Russie. Valerio Zani publia de nouveau cette relation dans un recueil intitulé Genio vagante, bibliotheca curiosa di cento e più relazioni de viaggi stranieri di nostri tempi, raccolta dal signor conte Aurelio degli Anzi ed estratta da diverse lettere private, informazioni particolari e libri di varj scrittori italiani, francesi, spagnuoli, alemanni, latini, ed altri autori del corrente secolo, Parme, 1691-1693, 4 vol. in-12, cartes et figures.